# Chelodina expansa
Espèce
Chelodina expansa est une espèce de tortue de la famille des Chelidae.

## Répartition
Cette espèce est endémique d'Australie. Elle se rencontre au Queensland, en Nouvelle-Galles du Sud, au Victoria et en Australie-Méridionale.

## Publication originale
- Gray, 1857 : Description of a new species of Chelodina from Australia. Proceedings of the Zoological Society of London, vol. 1856, p. 369-371 (texte intégral).